# Rhaphipodus wallacii
Rhaphipodus wallacii är en skalbaggsart som beskrevs av Francis Polkinghorne Pascoe 1869. Rhaphipodus wallacii ingår i släktet Rhaphipodus och familjen långhorningar. Inga underarter finns listade i Catalogue of Life.